# ...There and Then
...There and Then è un DVD della band inglese Oasis che racchiude il meglio delle tre esibizioni del gruppo a Maine Road (Manchester) ed a Earls Court (Londra), tra il 1995 ed il 1996, durante il tour di (What's the Story) Morning Glory?.
La prima uscita su VHS è del 14 ottobre 1996, mentre il DVD è stato lanciato sul mercato il 12 novembre 1997 e rimesso in vendita il 15 ottobre 2001, in una versione comprendente anche tracce audio bonus registrate dal vivo e i videoclip di Roll with It e Acquiesce.

## Tracce
1. Preludio
2. The Swamp Song
3. Acquiesce
  - Alla fine Noel suona le note di "Sally Cinnamon" degli Stone Roses
4. Supersonic
5. Hello
6. Some Might Say
7. Roll with It
8. Morning Glory (acustica)
9. Round Are Way
10. Cigarettes & Alcohol
11. Champagne Supernova
12. Cast No Shadow
13. Wonderwall
14. The Masterplan
15. Don't Look Back in Anger
16. Live Forever
17. I Am the Walrus
18. Cum on Feel the Noize

- Tracce 2, 3, 6, 7, 9, 12, 13, 14, 15, 16 e 18 registrate a Maine Road, Manchester, il 28 aprile 1996
- Tracce 4, 5, 8, 10 e 11 registrate a Earls Court, Londra, il 4 novembre 1995
- Traccia 17 registrata a Earls Court, Londra, il 5 novembre 1995

### Bonus audio CD
Le prime copie della videocassetta contenevano un CD audio bonus con 3 tracce.
1. Wonderwall (acustica) (registrata a Earls Court, Londra, il 4 novembre 1995)
2. Cigarettes & Alcohol (registrata a Maine Road, Manchester, il 28 aprile 1996)
3. Champagne Supernova (con John Squire degli Stone Roses) (registrata al Knebworth Park di Stevenage l'11 agosto 1996)

Wonderwall e Champagne Supernova furono inserite anche come tracce audio bonus nella seconda versione del DVD ...There And Then.

## Formazione
- Liam Gallagher - voce
- Noel Gallagher - chitarra e voce
- Paul Arthurs - chitarra
- Paul McGuigan - basso
- Alan White - batteria e percussioni